# The Frighteners
The Frighteners és una pel·lícula de comèdia-terror del 1996 dirigida per Peter Jackson i protagonitzada per Michael J. Fox i Trini Alvarado. Va guanyar el premi del Festival Internacional de Cinema de Catalunya el 1996 als millors efectes especials de Richard Taylor. Fou l'última pel·lícula de Michael J. Fox en un paper protagonista.

## Argument
En Frank Bannister (Michael J. Fox) és un reeixit i borratxo arquitecte que té un accident de cotxe el 1990 en el qual mor la seva dona (Angela Bloomfield). D'aleshores ençà, i a causa d'un greu cop al cap, és capaç de veure, escoltar i parlar amb fantasmes. Després de fer-se amic de tres fantasmes -el gàngster afroamericà dels 60, en Cyrus (Chi McBride), el nerd dels 50, l'Stuart (Jim Fyfe) i el pistoler del Vell Oest "El Jutge" (John Astin)- decideix fer-se passar per un caçafantasmes per guanyar diners. Tot canvia, però, quan un grup de gent comença a ser assassinada per un espectre semblant a la Mort, en Frank és el principal sospitós per a la policia, i l'única persona que sembla creure-se'l és la Lucy Lynskey (Trini Alvarado).

## Repartiment
- Michael J. Fox
- Trini Alvarado
- Peter Dobson
- John Astin
- Jeffrey Combs
- Dee Wallace-Stone
- Jake Busey
- Chi McBride
- Jim Fyfe
- Troy Evans
- Julianna McCarthy
- R. Lee Ermey
- Elizabeth Hawthorne
- Angela Bloomfield

## Producció
Jackson va decidir rodar The Frighteners tota a Nova Zelanda. Robert Zemeckis i Universal Studios van coincidir en la condició que Jackson fes que Nova Zelanda s'assemblés al centre-oest dels Estats Units.